# Erebia gefion
Erebia gefion är en fjärilsart som beskrevs av Conrad Quensel 1791. Erebia gefion ingår i släktet Erebia och familjen praktfjärilar. Inga underarter finns listade i Catalogue of Life.